# Еврокомунизъм
Негов идеолог е Енрико Берлингуер, който през 1973 г. формулира принципите на „историческия компромис“ (с христиандемократите) и необходимостта от участието на комунистическите партии в управлението на съответните страни в условията на парламентарна демокрация. Тези идеи намират поддръжници сред някои западноевропейски комунисти и дори в някои европейски социалистически страни.
Берлингуер пише своите тезиси докато е в болница, след като колата му е била блъсната от самосвал по време на посещение в София при Тодор Живков. Поводът обаче и основната причина, поради които Берлингуер, а и други италиански, испански (Сантяго Карильо) и френски (Жорж Марше) комунисти формулират принципите на еврокомунизма и по този начин се разграничават от съветския тип комунизъм, са събитията в Чехословакия през 1968 г., наречени „Пражка пролет“.
Според критиците „отляво“ еврокомунизмът се характеризира основно с „дебело подчертаване на демократичността“ на компартиите и „прокламиране на пълната им независимост от СССР“. Той е симптом на настъпващия разпад на съветската империя и възможен вариант за съхраняване на господстването на управляващата класа на Запад.